# غمازة الكبرى
قرية غمازة الكبرى هي إحدى القرى التابعة لمركز الصف في محافظة الجيزة في جمهورية مصر العربية. حسب إحصاءات سنة 2006، بلغ إجمالي السكان في غمازة الكبرى 16763 نسمة، منهم 8432 رجل و8331 امرأة.